# Svenska Finskstövarföreningen
'Svenska Finskstövarföreningen, vardagligt Finskstövarföreningen eller Finnstövarföreningen, är en svensk ideell förening, vilken fungerar som en rasklubb för hundrasen finsk stövare.

## Historia
Finska stövaren slog igenom på allvar i framförallt norra Sverige i slutet av 1950-talet. Under 1960-talet inträffade en nedgång, vilken delvis kan förklaras som en cföljd av betydande harpestangrepp i landets norra del, men på 1970-talet gick det upp igen i både kvalitet och kvantitet. Detta resulterade till att Svenska Finskstövarföreningen kunde bildadas 1981 i Måttsund utanför Luleå.

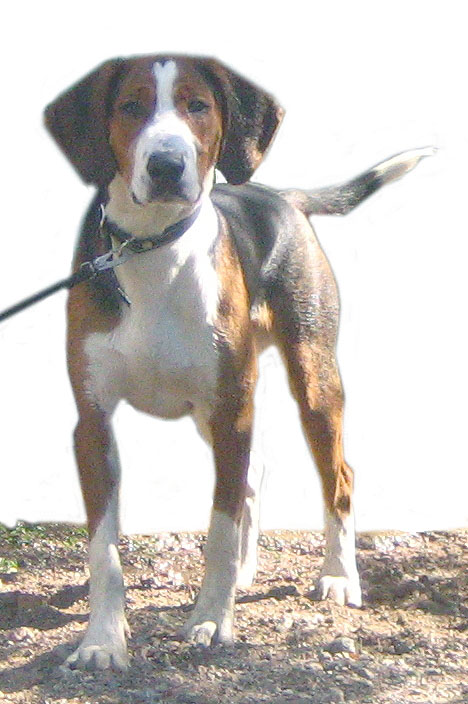
Finsk stövare.

## Svenska Finskstövarföreningens syfte
Svenska Finskstövarföreningen verkar för att främja aveln av Finsk stövare, såväl jaktligt som exteriört, samt även i övrigt tillvarata denna hundaras intressen. Föreningen fungerar som en rasklubb i Sverige för Finsk stövare, i samarbete med Svenska stövarklubben och Svenska Kennelklubben.

## Svenska Finskstövarföreningens verksamhet
För att främja avelsarbetet och ge underlag för avelsrekommendationer anordnar Svenska Finskstövarföreningen jaktprov och utställningar. Föreningen har även varit aktiv i samhällsdebatten då det gällt frågor som är av betydelse för jakt med stövare.

### Resultat
Finska stövarens resultat vid jaktprov har sedan föreningens tillkomst förbättrats ytterligare, och är den ras som bland annat har största andelen per årskull som startar på jaktprov, och har den högsta andelen pristagare, och även de flesta vinnarna vid stövar-SM

## Avelsråd
Avelsråd är benämningen på en person vilken anförtrotts uppdraget att ge råd rörande aveln. Svenska Finskstövarföreningen har avelsråd för finsk stövare. 

## Medlemstidning
Svenska finskstövarföreningen ger sedan 1982 ut tidskriften Finnstövaren.
- Finnstövaren: Svenska finskstövarföreningens tidskrift, Luleå, Svenska finskstövarföreningen, 1982- , ISSN 0282-1257